# مدیاکوئست
مدیاکوئست (انگلیسی: MediaQuest) شرکت رسانه‌ای فیلیپینی است، که در سال ۱۹۹۸ توسط مانوئل پانگیلینان تأسیس شد.